# Ла-Бред
Ла-Бред (фр. La Brède, окс. La Brèda) — коммуна во Франции, в регионе Новая Аквитания, департамент Жиронда. Население составляет 3773 человек (2009). Достопримечательностью является замок Ла-Бред, где родился французский писатель Монтескьё.

## География и Население
- Расположение: Ла-Бред находится в департаменте Жиронда, недалеко от города Бордо.
- Население: По состоянию на 2009 год, население коммуны составляло 3773 человека.
- Климат: Как и весь регион Аквитании, Ла-Бред характеризуется мягким климатом с умеренными температурами и значительными осадками.

## Замок Ла-Бред
- История: Замок Ла-Бред имеет богатую историю, начиная с XI века. Он был построен в XIV веке в готическом стиле и служил оборонительной крепостью. Вокруг замка были вырыты рвы и построены подъемные мосты .
- Знаменитые жители: В замке родился и жил знаменитый французский философ и писатель Шарль де Монтескье (1689–1755). Он много работал в замке и внес изменения в его облик, разбив английский сад.
- Сохранение: В настоящее время замок сохраняет интерьеры XVII–XVIII веков, включая комнаты и библиотеку Монтескье. В 1951 году поместье было признано историческим памятником Франции.

## Экономика и Туризм
- Туризм: Основной экономической деятельностью в Ла-Бред является туризм, привлекаемый историческими достопримечательностями, такими как замок Ла-Бред.
- Сельское хозяйство: Также важную роль играет сельское хозяйство, которое традиционно развито в регионе.